# Plebiscito nazionale in Cile del 1980
Il plebiscito nazionale costituzionale in Cile del 1980 si svolse l'11 settembre 1980 in Cile per approvare la nuova costituzione politica, che avrebbe sostituito la costituzione del 1925. La proposta fu approvata da oltre due terzi degli elettori cileni.
Il referendum fu controverso, poiché il Cile era allora governato da una dittatura militare e assicurò che Augusto Pinochet rimanesse al potere con un decreto fino al 1988, dopodiché fu rimosso pacificamente a seguito di un successivo plebiscito, tenuto sempre durante il regime militare. Ulteriori riforme, iniziate nel 1989 e più recentemente nel 2005, hanno tentato di rendere la costituzione più democratica.
Un referendum tenutosi nel 2020 ha approvato la stesura di una nuova costituzione dopo ondate di proteste popolari.

## Sistema elettorale
Alle elezioni hanno potuto votare i cileni di età superiore ai 18 anni (compresi gli analfabeti e i ciechi), nonché gli stranieri con residenza legale in Cile di età superiore ai 18 anni che potrebbero dimostrare il proprio status di immigrazione. La partecipazione era obbligatoria ad eccezione di coloro che erano fisicamente o mentalmente disabili o imprigionati.
Per votare, l'unico documento richiesto era un certificato di identità rilasciato dal Servizio di Anagrafe Civile e Identificazione. Nessuna lista elettorale è stata preparata per il referendum.

## Nuova costituzione
La proposta di nuova costituzione conferiva poteri significativi al Presidente della Repubblica. Ha creato alcune nuove istituzioni, come il Tribunale costituzionale e il controverso Consiglio di sicurezza nazionale (COSENA). Il documento, nelle sue disposizioni temporanee, ha disposto il passaggio dall'ex governo militare, con Augusto Pinochet Presidente della Repubblica, e dalla Giunta militare cilena del Potere Legislativo (formata dai capi della Marina, dell'Aeronautica, dei Carabinieri e da un rappresentante dell'Esercito, essendo il capo dell'Esercito Presidente della Repubblica), al governo civile in un arco temporale di otto anni, durante i quali il potere legislativo sarebbe stato affidato ancora alla Giunta Militare. Ha fissato il primo mandato presidenziale di otto anni per Pinochet, con un referendum nell'ottavo anno, in cui un solo candidato, nominato dalla Giunta, sarebbe stato accettato.
Il candidato, come previsto, era lo stesso Pinochet. Mentre i passi da seguire in caso di trionfo dell'opzione del "sì", chiaramente anticipati dal documento, erano chiaramente delineati, i passaggi per il trionfo del "no" erano meno chiari, ma comunque sufficienti ad evitare ogni dubbio quando il "no" vinse nel plebiscito del 1988.
Alcune delle disposizioni originali della costituzione del 1980, come il potere presidenziale di scioglimento della Camera dei Deputati (la camera bassa del Congresso) e il mandato di otto anni con possibilità di rielezione, sono state modificate o eliminate dopo il 1990, quando il paese ha riconquistato la democrazia e il Congresso è stato ristabilito.

### Risultati
I risultati forniti dal Colegio Escrutador Nacional (Associazione nazionale degli osservatori elettorali) sono stati i seguenti. Le schede bianche furono conteggiate come voti favorevoli (sì).
| Opzione              | voti      | %      |
| -------------------- | --------- | ------ |
| "Sì" voti            | 4.121.067 | 65,71% |
| Voti in bianco       | 83.812    | 1,33%  |
| "Sì" totale          | 4.204.879 | 67,04% |
| "No" voti            | 1.893.420 | 30,19% |
| Voti non validi      | 173.569   | 2,77%  |
| Voti totali espressi | 6.271.868 | 100%   |

## Conseguenze

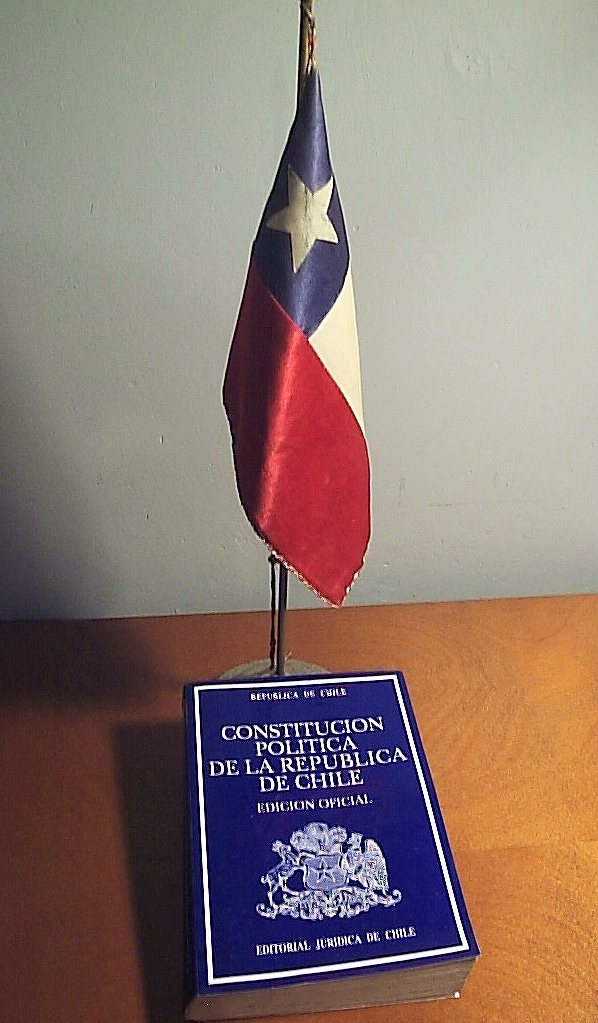
Costituzione politica della Repubblica del Cile del 1980

I risultati del referendum approvarono la Costituzione del 1980. Tuttavia, i risultati forniti sono stati contestati dall'opposizione politica, guidata dall'ex senatore Patricio Aylwin e da altri 46 parlamentari, sostenendo che questo risultato non corrispondeva ai risultati elettorali. Un'obiezione era che gli elettori erano segnati solo dall'inchiostro sul pollice, che però si cancellava rapidamente, rendendo facile la frode elettorale. Queste critiche furono respinte dalla commissione elettorale e la Costituzione fu promulgata il 21 ottobre 1980.
La nuova costituzione entrò in vigore l'11 marzo 1981. In questa data iniziò un periodo di transizione di otto anni, durante il quale il generale Pinochet, in qualità di Presidente della Repubblica e del Regime Militare (Junta), esercitò il potere costituente e legislativo.